# Μ10 (イオンエンジン)
μ10（ミューテン）は、日本の宇宙科学研究所が開発したイオンエンジンである。

## 概要

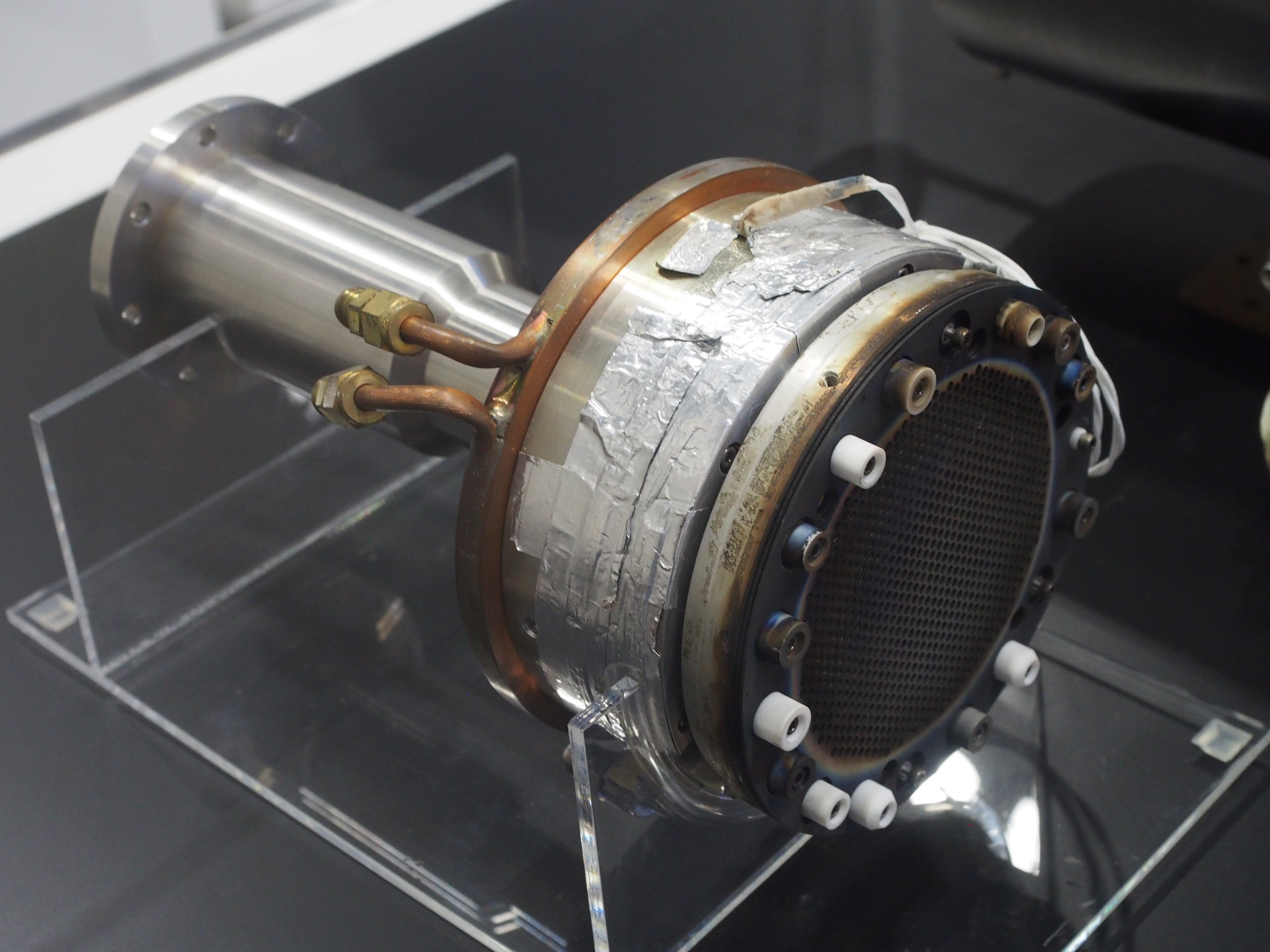
耐久試験品

イオンエンジンの中でも無電極プラズマ推進器に分類され、マイクロ波放電を用いるものとしては初めて実用化されたものである。イオン源・中和器共にマイクロ波放電式を採用したことでプラズマ生成時に電極が不要になり、他の方式と比較して単純・軽量・高信頼・長寿命となった。また、加速グリッドに炭素繊維強化炭素複合材料を採用したことでモリブデン製の2〜3倍の寿命を確保し、耐久試験では20,000時間以上の稼働時間を誇る。
名称は直径10 cmのマイクロ波放電式を用いたミューロケット最上段高比推力モーターであることを示している。

## 仕様
- タイプ：イオンエンジン/無電極プラズマ推進器（英語版）
- 推進剤：キセノン65 kg
- 推力：8.5 mN（改良後 10 mN）
- 比推力：1,700 s〜3,400 s可変
- イオンビーム口径：100 mm
- ビーム電圧：1.5 kV
- ビーム電流：140 mA
- アクセル電圧：-350 V
- マイクロ波電力：32 W
- イオン生成コスト：230 W/A
- 推力電力比：22 mN/kW
- 推力発生時消費電力：250 W / 500 W / 750 W / 1 kW（4段階切替）
- 推進剤利用効率：0.85
- 乾燥重量：36 kg
- 設計寿命：14,000時間（稼働20,000時間実証済）

## 採用宇宙機
- 「はやぶさ」 - 2003年（平成15年）打ち上げ。2010年（平成22年）の6月13日22時51分帰還。従来の宇宙機用エンジンにはない特徴によって、惑星の重力圏外を飛ぶ探査機「はやぶさ」用の推進機関としてμ10エンジンが採用された。
- 「はやぶさ2」 - 改良によって推力10 mNとなったものを採用[2]。
- 「DESTINY+」 - 推力10 mNのエンジンを4機同時に運用。

その他、小型人工衛星や宇宙探査機に採用されることを目標とし、日本電気はエアロジェット社と開発及び販売において協業することを発表した。2010年以降アメリカ市場での提案活動を行い、2011年から販売を開始する予定である。

## はやぶさでの運用
打ち上げ後の運転開始当初は、探査機周囲に残っている大気の影響で放電現象が多発したため、探査機全体を暖めて脱ガスを行うベーキングを2回行った結果、安定して運転が行えるようになった。試験運転を続ける中でスラスタAを予備とし、残りの3台（スラスタB〜D）を使用することになった。
連続加速を続ける中で毎日追跡作業を行い、位置と速度の確認を行う。そして一定期間連続運転をするとμ10は一時その運転を停止し、連続運転時の動作履歴を高速通信する。それらの結果を踏まえてはやぶさの軌道計画を決定し、μ10の運転計画が作成される。当初の予定では、μ10の運転を続けながら軌道決定を行うことになっていたが、エンジンの推力が想定以上に変動が大きく、運転を続けながらの軌道決定が困難であったために、軌道決定時にμ10は一時停止する運用がなされることになった。
またμ10の運転に欠かせない電力は、探査機の太陽からの距離によって太陽電池の出力が大きく変化するため、μ10は出力の調整、そして運転台数を調整して運用を行った。

### 予定外の運用
はやぶさの運用において姿勢制御用のX・Y軸リアクションホイール及びヒドラジンスラスタ2系統が故障した際、中和器からキセノンガスを噴射することで姿勢制御を行った。イトカワ着陸前後に相次いだトラブルの影響で、当初の予定より遅れて地球帰還のための軌道変換を開始。設計寿命以上の長時間運用を行うことになった。
2007年4月にイオンエンジンBの、2009年11月にはイオンエンジンDの中和器が、劣化が原因と思われる機能の極端な低下を起こした。残るイオンエンジンCだけでは2010年の地球帰還は困難であったが、「イオンエンジンB」と「イオンエンジンAの中和器」という変則（クロス）運転に成功し、いくらかの効率の低下はあったもののイオンエンジン1機相当の推力を確保し軌道変換を続けることができた。本来であればイオン源からの正の電荷を持つプラズマジェットに対し、定電流制御された電源によって中和器から放出された電子を機外に引き出し、プラズマジェットの正電荷を中和することで宇宙機筐体の電位を中立に保つシステムであるのだが、各エンジンのプラズマ生成部・中和器にそれぞれ独立した電源を用意したことと、厳しい重量制限ゆえに中和器の回路に洗練された回路を組めず、やむなく中和器の電源に並列にバイパスダイオードを付けたことでイオン源と中和器と独立して運転（論文中では『クロス運転』と記述）を可能にした。クロス運転時、このダイオードにより宇宙機筐体が負に帯電（約50ボルト）し、正常な中和器から空間に向けて電子を引き出すことに成功した。このような運転では宇宙機の電位を知ることが不可能な上に、宇宙機筐体の電位が負に沈んだ分だけイオンの加速電圧が下がるため、推力がテレメトリーによる観測値からの期待値より下がる問題がある（そのぶん針路予測で誤差が出る）受動的な制御によるそのような運転モードが可能なようにしておいたものが功を奏したものである。原理上、探査機全体の電位が本来とはずれた状態になることもあり、地上での試験は行っていなかったためぶっつけ本番の運用であった。予定されたミッションに必要な量以上の推進剤を搭載していたことも、直接噴射による姿勢制御やエンジンの変則的な運転（推力を発生していない側も推進剤供給はカットできないため、そちら側は「垂れ流し」とせざるをえなかった）といった予定外の運用を行う余裕を生んだ。